# Мухтаров, Абдулла Ибрагимович
Мухтаров Абдулла Ибрагимович (24 декабря 1918, Цахур, Рутульский район, Дагестан — 17 мая 2013) —  азербайджанский физик.

## Биография
Мухтаров Абдулла Ибрагимович родился 24 декабря 1918 года в с. Цахур, Рутульского района, Республики Дагестан. По национальности цахур.
С 1939 по 1944 год являлся студентом физического факультета Бакинского Государственного Университета (БГУ).
С 1944 по 1946 год являлся младшим научным сотрудником Физико-Математического Института при БГУ.
С 1947 по 1950 годя являлся аспирантом Московского Государственного Университета.
Доктор физико-математических наук. Тема докторской диссертации — «Поляризационные и спиновые эффекты при электромагнитных и слабых взаимодействиях».
С 1950 годя являлся преподавателем, доцентом, профессором кафедры теоретической физики физического факультета БГУ.
В 1972 году избран членом-корреспондентом Академии Наук Азербайджанской ССР.
Является автором 130 опубликованных научных работ. Из них 50 научных работ опубликовано за рубежом.
Проводил исследования в квантовой теории, физике элементарных частиц, ядерной физике, физике высоких энергий.
Совместно Соколовым А. А. им в 1948 году предложен метод «Учет линейной поляризации (спиральности) фермионов, линейной и круговой поляризации фотонов». В 1963 году этот метод был обобщен для учета произвольной поляризации фермионов.
Много важных работ им было сделано в области электродинамики высоко энергетически поляризованных частиц. Им впервые получено аналитическое выражение пропагаторов частиц со спином 1/2 , 3/2, 5/2, 7/2.
Исследованы процессы образования фермионов, адронов, бозонов, резонансов при столкновении е+е- поляризованных частиц. Экспериментом получено согласие. Кроме стандартной модели z-бозоном, учёным проведено исследование в модели Е8ХЕ8 , требующей существование еще z’-бозона.
Является одним из создателей школы теоретической физики Азербайджана. Перевёл 5 учебников на азербайджанский язык.
Подготовил 25 кандидатов наук, 4 доктора наук.

## Научные труды
- «К теории аннигиляции электронов и позитронов» Вестник МГУ, N8, 63, 1948.
- «Поляризационные эффекты при распаде ЖЭТФ», 37, 575, 1959.
- «Исследование электророждения нуклонных резонансов на поляризованных протонах», Nuovo Cimento, GA, N-1, 13, 1971.
- «Суперструнный z’- бозон в радиационный е+е- аннигиляции» Я. Ф. т. 58, N-7, 1288—1297, 1995.
- «Power correction to the pion-photon transition form factor» International Journal of Modern Physics A, vol. 16, N-18, (2001), 3179-3190.
- «About limitation of elementary particles mass» A. Mukhtarov, R. Ibadov and U. Khodjaeva, 2007, Fizika, Elm. Publ., v. 13, N 3, p. 6.
- «The polarization of B-baryon in half — inclusive reactions» S. Abdullaev, A. Mukhtarov and S. Ragimova, 2006, Fizika, Elm. Publ., v. 12, N 4, p. 17..
- «Effects of weak neutral currents in the half — inclusive reactions» S. Abdullaev, A. Mukhtarov and M. Sh. Godjayev, 2003, Fizika, Elm. Publ., v. 9, N 1, p. 38.
- «The distribution function of polarized quarks, polarized nucleons and the degree of Λ0 — hyperon linear polarization» S. Abdullaev and A. Mukhtarov, Azerbaijan NA Scie. Report for 2007—2008
- «Статистическая физика» А. Мухтаров, 1961
- «Квантовая механика» А. Мухтаров, 1999 (на русском и азербайджанском языках)
- «Статистическая механика» (на русском и азербайджанском языках)

## Звания и награды
- Заслуженный деятель науки[5]
- Орден «Слава» (23 декабря 1998)[5][6]
- Удостоен персональной стипендии Президента Азербайджана